# 대한민국 형법 제359조
대한민국 형법 제359조는 미수범에 대한 형법각칙의 조문이다.

## 조문
제359조(미수범) 제355조 내지 제357조의 미수범은 처벌한다.

第359條(未遂犯) 第355條 乃至 第357條의 未遂犯은 處罰한다.

## 참고 문헌
- 김재윤(학원인), 손동권 저, 새로운 형법각론, 율곡출판사, 2013. ISBN 9788997428342

## 같이 보기
- 점유이탈물횡령죄
- 유실물법